# Alchemilla amoena
Alchemilla amoena é uma espécie de rosácea do gênero Alchemilla, pertencente à família Rosaceae.